# 1513 en littérature
| Années de la littérature : 1510 - 1511 - 1512 - 1513 - 1514 - 1515 - 1516    |
| Décennies de la littérature : 1480 - 1490 - 1500 - 1510 - 1520 - 1530 - 1540 |

Cet article présente les faits marquants de l'année 1513 en littérature.

## Événements
- Juillet - décembre : Nicolas Machiavel (Niccolo Machiavelli) écrit son chef-d'œuvre, De principatibus (« Le Prince »), qui expose l'art et la manière de gouverner en jouant habilement des sentiments populaires au moyen d'une politique dénuée de scrupules. Il est imprimé en 1532[1].

- L'évêque écossais Gavin Douglas traduit l'Énéide en écossais. Cette œuvre est publiée à Londres en 1553 sous le titre Eneados (en)[2].

## Parutions
- Raj duszny (« Les Paradis de l’âme » ou Hortulus Animæ) de Biernat de Lublin, premier livre imprimé en polonais à Cracovie par Florian Ungler (en)[3].
- Johannes Potken publie à Rome le premier texte en guèze, langue liturgique éthiopienne, un psautier intitulé Psalterium et canticum canticorum et alia cantica biblica, aethiopice[4].
- Julius : Dialogue entre Saint Pierre et le pape Jules II à la porte du paradis, texte anonyme attribué à Érasme, à Fausto Andrelini, ou à Ulrich de Hutten[5].

## Théâtre
- 6 février : La Calandria, comédie en prose et en italien de Bernardo Dovizi da Bibbiena est représentée à Urbino[6].

## Naissances
- 30 octobre :  Jacques Amyot, écrivain et traducteur de la Renaissance française († 1593).